# Нижня Шевирівка
Нижня Шевирівка (до 22 травня 2016 — Орджонікідзе) — селище в Україні, у Сорокинській міській громаді Довжанського району Луганської області. З 2014 року є окупованим. Населення становить 824 осіб.

## Географія
Географічні координати: 48°16' пн. ш. 39°40' сх. д. Часовий пояс — UTC+2. Загальна площа селище — 0,923 км².
Селище розташоване у східній частині Донбасу за 3 км від села Верхньошевирівка. Територією селища протікає річка Велика Кам'янка.

## Історія
Перші поселенці на території сучасного селища належать до XVIII століття.
У 1929 році на території селища було засновано колективне господарство ім. Орджонікідзе. Колгосп спеціалізувався на вирощуванні фруктів та овочів.
1991 року було здано в експлуатацію Орджонікідзевську ЗОШ I—III ступенів. Починаючи з 2002 року навчання в школі ведеться українською мовою.
Селище внесено до переліку населених пунктів, які потрібно перейменувати згідно із законом «Про засудження комуністичного та націонал-соціалістичного (нацистського) тоталітарних режимів в Україні та заборону пропаганди їхньої символіки».
12 червня 2020 року, відповідно до Розпорядження Кабінету Міністрів України № 717-р «Про визначення адміністративних центрів та затвердження територій територіальних громад Луганської області», увійшло до складу Сорокинської міської громади.
17 липня 2020 року, в результаті адміністративно-територіальної реформи та ліквідації Сорокинського району, увійшло до складу новоутвореного Довжанського району.

## Населення
За даними перепису 2001 року населення селища становило 824 особи, з них 10,19 % зазначили рідною мову українську, 89,32 % — російську, а 0,49 % — іншу.

## Економіка
Економічний сектор представлений сільськогосподарським підприємством ФГ «Краснодон Агро».

## Соціальна сфера
У селищі діють ЗОШ I—III ступенів, ясла-садок, амбулаторія, клуб, бібліотека, відділення поштового зв'язку, дитяча школа мистецтв.